# Apsilochorema rossi
Apsilochorema rossi là một loài Trichoptera trong họ Hydrobiosidae. Chúng phân bố ở miền Australasia.